# ソウル特別市都市鉄道公社
ソウル特別市都市鉄道公社（ソウルとくべつしとしてつどうこうしゃ）は、2017年5月30日まで、大韓民国ソウル特別市およびその付近の地下鉄路線のうち、5号線・6号線・7号線・8号線を保有・運営していた鉄道会社（公社）である。通称はソウル都市鉄道であるが、案内では5678ソウル都市鉄道という呼称が使われることが多い。かつては「Seoul Metro」という名称を使用していたこともあったが、地下鉄1〜4号線を運営するソウル特別市地下鉄公社が2005年10月27日にソウルメトロに改称してからは使用されなくなっている。
ソウル特別市内のほか、7号線と8号線には京畿道の城南市・議政府市・光明市・富川市と、仁川広域市にも駅がある。5号線を除いてソウル特別市の中心部を通らず、郊外鉄道の性格が強い。
運賃は全線で首都圏統合料金制が適用される。首都圏電鉄を参照。
現在は地下鉄1〜4号線を運営するソウルメトロと統合し「ソウル交通公社」となった。

## 路線
| 色                               | 路線名 | 区間                                                    | キロ程  |
| -------------------------------- | ------ | ------------------------------------------------------- | ------- |
|                                  | 5号線  | 本線：傍花駅(510) - 江東駅(548) - 上一洞駅(553)         | 45.2 km |
| 支線：江東駅(548) - 馬川駅(P555) | 5号線  | 7.6 km                                                  |         |
|                                  | 6号線  | 鷹岩駅(610) → 駅村駅(611) → 鷹岩駅(610) - 峰火山駅(647) | 35.1 km |
|                                  | 7号線  | 長岩駅(709) - 富平区庁駅(759)                           | 57.1 km |
|                                  | 8号線  | 岩寺駅(810) - 牡丹駅(826)                               | 17.7 km |

保有路線は全て標準軌（軌間1,435mm）、架空電車線方式（直流1,500V）による電気鉄道である。車両の規格も全路線共通で、20m級4扉車を使用している。

### 建設中の区間
- 8号線：牡丹駅 - 板橋駅間
  - 2021年頃の開通を予定している。
- 8号線：別内駅 - 岩寺駅間
  - 2022年頃の開通を予定している。

## 歴史
- 1990年
  - 6月27日 - 5号線が着工。
  - 12月28日 - 7号線が着工。
  - 12月29日 - 8号線が着工。
- 1994年
  - 1月8日 - 6号線が着工。
  - 1月10日 - ソウル特別市都市鉄道公社設置条例交付。
  - 1月29日 - ソウル特別市都市鉄道公社公社設立が認可される。
  - 3月15日 - ソウル特別市都市鉄道公社創立。
- 1995年
  - 11月15日 - 5号線、往十里駅 - 上一洞駅間が開業。
- 1996年
  - 3月20日 - 5号線、傍花駅 - カチ山駅間が開業。
  - 3月30日 - 5号線、江東駅 - 馬川駅間が開業。
  - 8月12日 - 5号線、汝矣島駅 - カチ山駅間が開業。
  - 10月11日 - 7号線、長岩駅 - 建大入口駅間が開業。
  - 11月23日 - 8号線、蚕室駅 - 牡丹駅間が開業。
  - 12月30日 - 5号線、汝矣島駅 - 往十里駅間が開業。5号線が全線開業。
- 1999年
  - 7月2日 - 8号線、岩寺駅 - 蚕室駅間が開業。8号線が全線開業。
- 2000年
  - 2月29日 - 7号線、新豊駅 - 温水駅間が開業。
  - 8月1日 - 7号線、新豊駅 - 建大入口駅間が開業。7号線が全線開業。
  - 8月7日 - 6号線、上月谷駅 - 峰火山駅間が開業。
  - 12月15日 - 6号線、上月谷駅 - 鷹岩駅間が開業。しかし、梨泰院駅 - 薬水駅間の途中駅4駅は施工担当の建設会社の倒産により工期が遅れ、未開業。
- 2001年
  - 3月9日 - 6号線、梨泰院駅 - 薬水駅間の途中駅4駅が開業。
- 2003年
  - 8月28日 - 公社職制改編を実施。
- 2004年
  - 3月18日 - 7号線の内装不燃材改造車両試乗式を実施。
  - 4月19日 - 初の海外地下鉄の交換研修（台湾地下鉄）。
  - 7月1日 - ソウル市大衆交通運賃体系改編・新交通カードシステムTマネーを導入。
- 2016年
  - 6月30日 - 金浦都市鉄道運営事業者公募の優先交渉権を獲得[1]。
- 2017年
  - 5月31日 - ソウルメトロと統合し、ソウル交通公社発足。

## 保有車両
- 5000系電車（5号線）
- 6000系電車（6号線）
- 7000系電車（7号線）
- 8000系電車（8号線）
- SR000系電車（7号線）